# Sportovec roku 1994

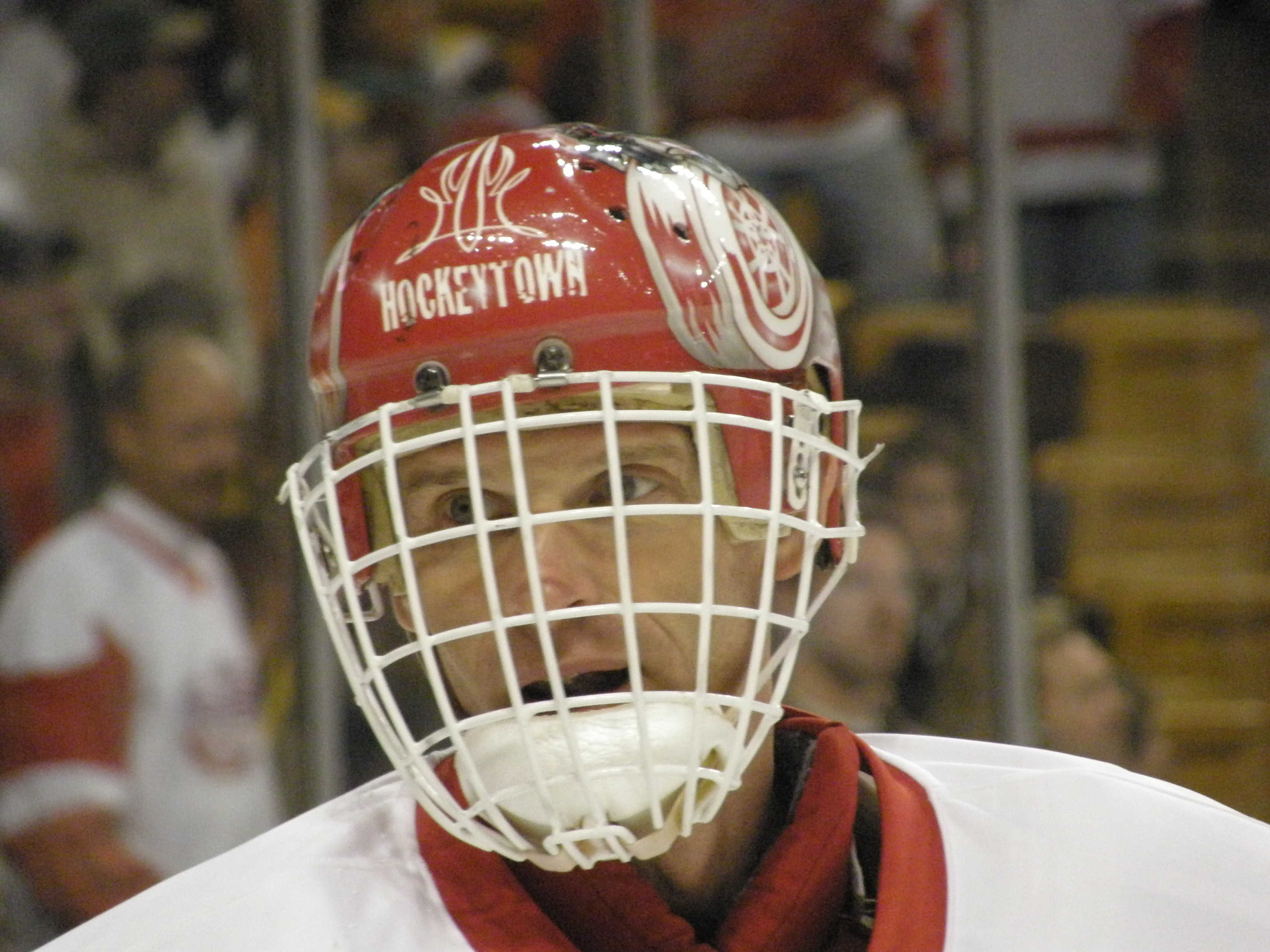
Dominik Hašek

Sportovec roku 1994 byl 36. ročník ankety Sportovec roku a druhý v samostatném Česku. Vítězem se stal hokejový brankář Dominik Hašek, který toho roku v NHL získal Vezina Trophy pro nejlepšího gólmana soutěže (svou první ze šesti). V kolektivech zvítězilo české reprezentační družstvo střelců na běžící terč ve složení Ján Kermiet, Miroslav Januš a Luboš Račanský.

## První desítka jednotlivci
1. Dominik Hašek (lední hokej)
2. Jana Novotná (tenis)
3. Jan Železný (atletika)
4. Jaroslav Sakala (skoky na lyžích)
5. Jaromír Jágr (lední hokej)
6. Pavel Kuka (fotbal)
7. Petr Kůrka (sportovní střelba)
8. Milan Gombala (atletika)
9. Luboš Račanský (sportovní střelba)
10. Kateřina Neumannová (lyžování)

## První trojka družstva
1. družstvo střelců na běžící terč
2. tým Tatra z rallye Paříž–Dakar (Karel Loprais, Radomír Stachura, Josef Kalina)
3. česká ženská juniorská lyžařská štafeta (Jana Rázlová, Jana Šaldová, Lucie Hanušová, Kateřina Hanušová)